# Куцка, Петер
Петер Куцка (1 марта 1923, Секешфехервар — 8 декабря 1999, Будапешт) — венгерский поэт, писатель, переводчик, литературный критик, составитель антологий, киносценарист, редактор книг и журналов. Лауреат государственной премии Венгрии им. Кошута (1954).

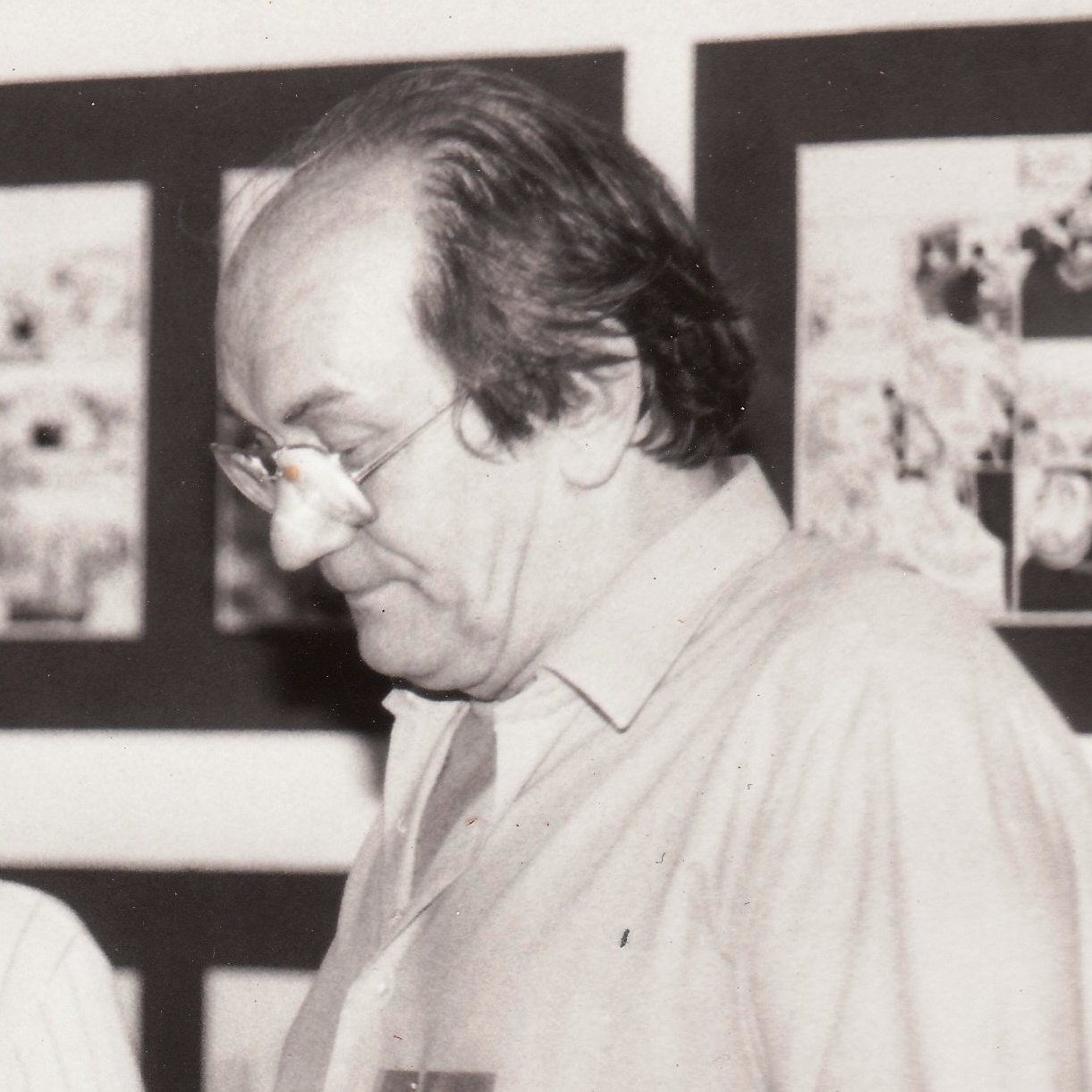
Петер Куцка

## Биография
До 1945 года изучал экономику в Будапештском университете технологии и экономики. С 1948 по 1956 работал в отделе культурной политики, был секретарём Венгерской писательской ассоциации, членом редакции «Irodalmi Újság» (Литературная газета).
С 1958 года работал в Национальном Совете по туризму, газетно-издательской компании.

## Творчество
Дебютировал сразу после окончания Второй мировой войны. С конца 1940-х годов — один из самых известных в Венгрии прозаиков. Первый сборник стихов П. Куцки был впервые опубликован в 1949 году, но после венгерских событий 1956 года по политическим причинам автор запретил публикацию своих стихов.
В историю венгерской и мировой фантастики вошёл, прежде всего как редактор самой большой из венгерских издательских серий фантастики «Kozmosz Fantasztikus Könyvek» («Космос» в издательстве «Мора»), первой подобной книжной серии в Венгрии. Был основателем и редактором одного из самых крупных фэнтези-журналов в мире «Galaktikа», который оказал значительное влияние на венгерскую научно-фантастическую литературу, а также венгерских журналов НФ «Metagalaktika» и «Robur».
Принимал участие в создании Европейского общества научной фантастики, разработке правил Евроконов.
Автор ряда поэтических сборников, фантастических рассказов, киносценариев, сборников критических статей и эссе, мемуаров, книг о научно-фантастическом кино (1983), критических и научно-популярных статей, предисловий к печатавшимся в разных странах антологиям венгерской фантастики.
Популяризатор венгерской фантастики в мире.

## Избранные произведения
- «Мишура»
- «Звёзды зовут» (Сборник рассказов)
- «Немного о венгерской фантастике»
- «Путь галактики» (антология)
- «Последний долгожитель» (антология, 1980)
- «Последний долгожитель» (Сборник)

## Избранные киносценарии
- 1966 — Переменная облачность/ Változó felhözet
- 1973 — Окна времени/ Az idö ablakai
- 1981 — Опасный эксперимент / A transzport

## Награды
- Премия имени Баумгартена (1949)
- Премия имени Аттилы Йожефа (1950)
- Государственная премия имени Кошута (1954)
- Офицерский крест венгерского Ордена Заслуг